# Charles Marcon
Charles Sholto Wyndham Marcon (31. ožujka 1890. — 17. studenog 1959.) je bivši britanski hokejaš na travi.
Osvojio je zlatno odličje na hokejaškom turniru na Olimpijskim igrama 1920. u Antwerpenu (Anversu) igrajući za Ujedinjeno Kraljevstvo. 

## Vanjske poveznice
- Profil na Database Olympics
- Profil na Sports Reference.com[neaktivna poveznica]